# Scuola Grande di San Giovanni Evangelista
Scuola Grande di San Giovanni Evangelista je stavba bratovščine v sestiere – soseski - San Polo v italijanskem mestu Benetke. Ustanovljena v 13. stoletju s strani skupine flagelantov je kasneje postala ena od petih Scuole Grandi v Benetkah. Te organizacije so v mestu zagotavljale različne dobrodelne funkcije in postale pokroviteljice umetnosti. Scuola Grande di San Giovanni Evangelista je znana po tem, da hrani relikvije Pravega križa in po seriji slik, ki so jih izdelali številni znani beneški umetniki, in prikazujejo čudeže Pravega križa. Te niso več v Scuoli, v času Napoleonovega obdobja so prešle v javno last in so zdaj nameščene v Gallerie dell'Accademia. Scuola je odprta za obiskovalce omejeno število dni, podrobno opisano na uradni spletni strani.

## Zgodovina
Scuola Grande di San Giovanni Evangelista, ustanovljena leta 1261, je druga najstarejša scuola v Benetkah. Čeprav je scuola razvila primarni pomen "šole", so v Benetkah te organizacije ohranile svoj srednjeveški latinski pomen bratovščin, družbenih organizacij, ki temeljijo na duhovnih načelih. Njihove glavne stavbe so bile običajno uporabljene kot dvorane za sestanke in srečanja ter za distribucijo dobrodelnih sredstev. Ustanovitelji San Giovannija so bili bratovščina flagelantov, ki so se udeleževali verskih obredov, bičali po hrbtu in škropili s krvjo po pločnikih, ko so hodili skozi mesto. Ta praksa je bila v mestu Benetke istega leta, ko je bila ustanovljena scuola, prepovedana.
Leta 1369 je Philip de Mezières (znan tudi kot Filippo Maser), kancler Jeruzalemskega in Ciprskega kraljestva, šoli dal delček Pravega križa, ki ga ima še danes. Prisotnost te relikvije je prinesla preobrazbo in pomagala, da je scuola postala bogata in močna organizacija, ki je z njihovimi donacijami in zapuščinami v bratovščino pripeljala bogate in močne člane.
Za shranjevanje relikvije je bil izdelan relikviarij, ki je bil kmalu zatem povezan s čudežem, ki se je po poročanju zgodil v Benetkah v obdobju 1370-82. Po sodobnih pripovedih, ko je relikvija med prezasedeno procesijo pomotoma padla v kanal, ni potonila, ampak je lebdela nad vodo in se izognila tistim, ki so jo poskušali rešiti. To se je nadaljevalo, dokler Andrea Vendramin (dedek edinega Vendraminskega doža, prav tako imenovanega Andrea) ni potopil in ga poiskal. To je bil isti Andrea, ki je bil kot vodja scuole leta 1369 dobil relikvijo. Ta čudež so kasneje upodobili Vittorio Carpaccio, Gentile Bellini in drugi umetniki v seriji slik, naročenih za scuolo. Skoraj 200 let pozneje je bil relikviarij osrednja točka Tizianovega portreta družine Vendramin, ki je zdaj v [Narodna galerija, London|Narodni galeriji v Londonu]], kar kaže na prestiž, ki so ga dogodki dali družini.
V obdobju renesanse je bila scuola preurejena v Scuola Grande pod nadzorom beneškega sveta desetih.
Leta 1485 je arhitekt Pietro Lombardo dokončal najbolj značilno arhitekturno posebnost šole, zunanji atrij in prehod, ki ločujeta kompleks od kampa, na katerega meji. Kmalu zatem, leta 1498, je arhitekt Mauro Codussi dokončal delo na dvojnem stopnišču, ki povezuje zgornjo in spodnjo dvorano. Osvetljeno je z oknom, ki je na podestu med dvema stopniščema, ki je skupno za večino Codussijevih del.
Končne velike arhitekturne spremembe so bile narejene v 18. stoletju. Po padcu Beneške republike leta 1797 so bile scuole zatrte z Napoleonovim ediktom. Vendar pa je bil v 19. stoletju San Giovanni Evangelista ena od rekonstituiranih.

## Zunanjost
Scuola je navzven opredeljena z atrijem ali dvoriščem na prostem, ločenim od mesta z marmornim zaslonom (1478–81) Pietra Lombarda. Čeprav je dvorišče videti harmonično, je delo več različnih obdobij. Pročelje glavne scuole je iz 1450-ih let, vendar vključuje dva majhna reliefa iz leta 1349. Lombardov renesančni zaslon obsega korintske stebre, polkrožni pediment z orlom sv. Janeza in friz, izklesan z listjem. Ta prehod je bil do razpustitve scuole zaprt z dvojnimi vrati. Glavna vrata v scuolo so dodali leta 1512 in imajo preklado s klečečimi figurami. Nasproti stavb scuole stoji pripadajoča cerkev, prav tako posvečena sv. Janezu Evangelistu.
Atrij je visok v dveh nadstropjih, za njim pa je veliko večja trinadstropna stavba, ki vsebuje velike dvorane.

## Notranjost
Stavba bratovščine ima več sob. V pritličju je velika dvorana, znana kot Sala delle Colonne ("dvorana stebrov"). Ta je bila mišljena kot kraj, kjer bi se lahko zbirali bratje in romarji in je del prvotne stavbe iz 14. stoletja. Danes se pogosto uporablja za razstave. V spodnjem nadstropju sta dve manjši sobi. To sta Sala Verde (Zelena soba, nekdanje skladišče in pisarna) in Sala Azzurra (Modra soba, ki se uporablja tudi za administracijo).
Do zgornjega nadstropja pripelje Codussijevo Scalone Monumentale (Veliko stopnišče). Osvetljeno z okroglimi okni je kupolasto in obokano. Stopnice vodijo v veliko gornjo sobo, Salone, ki jo je leta 1727 preuredil Giorgio Massari. Onkraj Salone je oratorij križa, kjer je v gotskem relikviariju shranjen kos Pravega križa. Onkraj oratorija je Sala Dell'Albergo, ki je gostila vladna srečanja Šole.

### Umetnost
Številnim italijanskim renesančnim umetnikom, med njimi Pietro Perugino, Vittore Carpaccio, Gentile Bellini, Giovanni Mansueti in Lazzaro Bastiani, je bilo naročeno, da naslikajo številna platna za oratorij križa. Vsak je prikazal epizode zgodbe o relikviji križa. Po Napoleonovem zatrtju so ti postali vladna last in so bili leta 1820 prestavljeni v Gallerie dell'Accademia, kjer jih je mogoče videti še danes.
Platno, ki ga je naslikal Perugino, je izgubljeno, osem ohranjenih slik, ki so bile narejene med letoma 1496 in 1501, vsebuje upodobitve nekaterih najbolj znanih delov Benetk.
- Vittore Carpaccio, čudež relikvije križa na mostu Ponte di Rialto (ok. 1496), zdaj v Accademia
- Gentile Bellini, Čudež križa na mostu S. Lorenza (1500)
- Giovanni Mansueti, Čudež relikvije svetega križa v Campo San Lio (ok. 1496)
- Gentile Bellini, Čudež relikvije svetega križa, ozdravitev Pietra dei Ludovicija (1501)
- Gentile Bellini, Procesija pravega križa (ok. 1496)
- Benedetto Diana, Čudež relikvije svetega križa (ok. 1505)
- Lazzaro Bastiani, Relikvijo svetega križa darujejo Scuola Grande di San Giovanni Evangelista (ok. 1496)
- Giovanni Mansueti, Čudežno ozdravitev hčere Benvegnuda iz San Pola (ok. 1501)

Čeprav so bile številne slike prestavljene na druge lokacije, scuola še vedno hrani nekaj izvirnih umetnin, vključno s Križanje Domenica Tintoretta, podpisano in datirano leta 1626. Salone vsebuje vizije Tiepolove Apokalipse.